# Лилибей

Лилибей на карте античной Сицилии

Лилибе́й (лат. Lilybaeum, др.-греч. Λιλύβαιον) — древний пунийский город на западном окончании Сицилии, на месте современного города Марсала провинции Трапани. Основан после потери карфагенянами в 397 году до н. э. Мотии в войне с Сиракузами. В IV—III веках до н. э. главный пунийский город Сицилии. С трёх сторон он был окружен морем и лишь с одной, на протяжении примерно 400 м, был открыт с суши. Имел мощные укрепления: стены и башни. В Лилибее размещался значительный контингент карфагенских военных сил и флота. Во время Пирровой войны город успешно выдерживал в течение нескольких месяцев осаду эпирской армии, а во время Первой Пунической войны — римлян, установивших блокаду с суши и с моря. Сдан римлянам по условиям Лутациева мира.